# Qualificazioni al Campionato CONCACAF 1967
Sono elencate di seguito le date e i risultati per le qualificazioni al Campionato CONCACAF 1967.

## Formula
10 membri CONCACAF: 6 posti disponibili perla fase finale. Honduras (come paese ospitante) e Messico (come campione in carica) sono qualificati direttamente alla fase finale. Rimangono 8 squadre per quattro posti disponibili per la fase finale. Le squadre e i posti disponibili sono suddivisi in due zone di qualificazione: Centro America (2 posti), Caraibi (2 posti).
- Zona Centro America: 3 squadre, giocano partite di sola andata, le prime due classificate si qualificano alla fase finale.
- Zona Caraibi: 5 squadre, giocano partite di sola andata, le prime due classificate si qualificano alla fase finale.

## Zona Centroamerica
| Arbitro: | Buergo |

|                                        |           |           |
| E. De León 2’ R. De León 5’ Roldán 85’ | Marcatori | 7’ Romero |

| Arbitro: | Buergo |

|                                     |           |                  |
| Mendoza 24’ (aut.) H. Peña 27’, 42’ | Marcatori | 44’ (aut.) Ochoa |

| Arbitro: | Dimas |

|        |           |                             |
| Romero | Marcatori | 10’ Barrios 71’, 81’ Cuadra |

| Pos | Squadra   | P.ti | G | V | N | P | GF | GS | DR |
| --- | --------- | ---- | - | - | - | - | -- | -- | -- |
| 1   | Guatemala | 4    | 2 | 2 | 0 | 0 | 6  | 2  | +4 |
| 2   | Nicaragua | 2    | 2 | 1 | 0 | 1 | 4  | 4  | 0  |
| 3   | Panama    | 0    | 2 | 0 | 0 | 2 | 2  | 6  | -4 |

Guatemala e Nicaragua si qualificano alla fase finale.

## Zona Caraibi
| Kingston 11 gennaio 1967                                | Giamaica  | 1 – 1      | Antille Olandesi | National Stadium |
| \| \| \| \| \| Oxford 14’ \| Marcatori \| 55’ Dirksz \| |           |            |                  |                  |
|                                                         |           |            |                  |                  |
| Oxford 14’                                              | Marcatori | 55’ Dirksz |                  |                  |

| Arbitro: | Martis |

|              |           |                      |
| Verdecia 30’ | Marcatori | 40’ (rig.) Saint-Vil |

| Kingston 13 gennaio 1967                                                   | Trinidad e Tobago | 2 – 1            | Antille Olandesi | National Stadium |
| \| \| \| \| \| Small 75’ Archibald 76’ \| Marcatori \| 87’ (rig.) Perez \| |                   |                  |                  |                  |
|                                                                            |                   |                  |                  |                  |
| Small 75’ Archibald 76’                                                    | Marcatori         | 87’ (rig.) Perez |                  |                  |

| Arbitro: | Kocza |

|                |           |                |
| Welch 20’, 32’ | Marcatori | 76’ Dos Santos |

| Arbitro: | Bardowell |

|                                   |           |                                  |
| Pierre 2’, 75’ Saint-Vil 52’, 53’ | Marcatori | 37’ (rig.) Corneal 64’ Archibald |

| Arbitro: | Dumesle |

|                     |           |                        |
| Dirksz 4’ Perez 72’ | Marcatori | 44’ Hernández 75’ Mico |

| Kingston 18 gennaio 1967                                  | Giamaica  | 1 – 1         | Trinidad e Tobago | National Stadium |
| \| \| \| \| \| Welch 85’ \| Marcatori \| 47’ Archibald \| |           |               |                   |                  |
|                                                           |           |               |                   |                  |
| Welch 85’                                                 | Marcatori | 47’ Archibald |                   |                  |

| Arbitro: | Bardowell |

|              |           |  |
| Métellus 87’ | Marcatori |  |

| Arbitro: | Dumesle |

|                          |           |               |
| Archibald 11’ Deleon 15’ | Marcatori | 13’ Hernandez |

| Arbitro: | Jardine |

|  |           |               |
|  | Marcatori | 88’ Saint-Vil |

| Pos | Squadra           | P.ti | G | V | N | P | GF | GS | DR |
| --- | ----------------- | ---- | - | - | - | - | -- | -- | -- |
| 1   | Haiti             | 7    | 4 | 3 | 1 | 0 | 7  | 3  | +4 |
| 2   | Trinidad e Tobago | 5    | 4 | 2 | 1 | 1 | 7  | 7  | 0  |
| 3   | Giamaica          | 4    | 4 | 1 | 2 | 1 | 4  | 4  | 0  |
| 4   | Cuba              | 2    | 4 | 0 | 2 | 2 | 5  | 7  | -2 |
| 5   | Antille Olandesi  | 2    | 4 | 0 | 2 | 2 | 4  | 6  | -2 |

Haiti e Trinidad e Tobago si qualificano alla fase finale.